# Lý Khải
Lý Khải (chữ Hán: 李凱, ?-505), hay Lý Nguyên Khải (李元凱) là một quân phiệt cát cứ Giao Châu thời Nam Bắc Triều.
Nguyên Lý Khải làm quan nhà Nam Tề, được phái sang làm Thứ sử Giao Châu thay cho Phục Đăng Chi. Năm 502, Tiêu Diễn phế Nam Tề, lập ra nhà Nam Lương, sai sứ sang Giao Châu phủ dụ Lý Khải. Tuy nhiên Khải cố tình cát cứ, không chịu mệnh. Năm 505, Lương Vũ Đế sai Lý Tắc làm Trưởng sử Giao Châu, đem "Tông binh" sang đánh, giết Lý Khải.
Dù vậy, các dư đảng của Lý Khải vẫn tiếp tục quấy rối chính quyền đô hộ, cho đến giữa năm 516, khi dư đảng cuối cùng của Lý Khải là Nguyễn Tôn Hiếu bị Lý Tắc đánh bại và xử tử. Tháng 11 năm 516, Nam Lương đế xuống chiếu cử Lý Tắc làm Thứ sử Giao châu.